# Dolany (ort i Tjeckien, Mellersta Böhmen, lat 50,22, long 14,35)
Dolany är en ort i Tjeckien.   Den ligger i regionen Mellersta Böhmen, i den centrala delen av landet, 16 km norr om huvudstaden Prag. Dolany ligger 190 meter över havet och antalet invånare är 706.
Terrängen runt Dolany är huvudsakligen platt. Dolany ligger nere i en dal. Runt Dolany är det tätbefolkat, med 762 invånare per kvadratkilometer. Närmaste större samhälle är Prag, 15,7 km söder om Dolany. Trakten runt Dolany består till största delen av jordbruksmark.